# 아이러닉 휴
아이러닉 휴(ironic HUE)는 대한민국의 록 밴드이다. 1997년 대구에서 결성되었으며 대구에서는 ‘포장마차’로 활동하였고, 2021년 결성 당시 이름인 '포장마차(PJMC)'로 이름을 다시 변경하였으나, 2022년 다시 아이러닉 휴(ironic HUE)로 변경.

## 구성원
- 김지훈 - 보컬, 기타
- 조인수 - 베이스
- 현경미 - 기타, 보컬
- 곽정훈 - 드럼

### 전 구성원
- 강길태 - 베이스
- 장진영 - 키보드, 실로폰, 기타
- 임찬 - 드럼

## 음반
- 1집 - Into The Mirror (2007년)
- Fantasy (2012년)
- For Melting Steel (2014년)
- 선택 (디지털싱글) (2015년)

## 출연
- TOP밴드 2 (KBS 2TV, 2012년)
- EBS 스페이스 공감 (2014년)

## 경력
- 2008년 EBS 스페이스 공감 10월의 헬로루키 선정

## 수상
- 2006년 통영국제음악제 우수상